# Хотимский, Михаил Васильевич
Михаи́л Васи́льевич Хоти́мский (1903 — 1986) — командир танковых бригад 2-й гвардейской танковой армии 1-го Белорусского фронта, полковник. Герой Советского Союза (1945).

## Биография
Родился 14 февраля 1903 года в местечке Шерешево Пружанского уезда Гродненской губернии (ныне — городской посёлок Пружанского района Брестской области, Белоруссия) в семье рабочего. По национальности русский. Окончил 3 класса горного училища в Пружанах. С 1914 года жил в Москве. Работал слесарем на Белорусской железной дороге в Москве.

### Участие в гражданской войне
В 1921 году был призван в ряды Красной Армии. После прохождения учёбы был отправлен на фронт Гражданской войны. Участвовал в ликвидации банд атамана Сапожкова на Тамбовщине. Затем был перебазирован в Забайкалье, где участвовал в уничтожении банды атамана Семёнова. Позднее на Северном Кавказе нёс службу на границе.

### Довоенное время
В 1925 году вступил в ВКП(б). В этом же году окончил Объединённую военную школу имени ВЦИК. После школы за хорошую учёбу был поощрён направлением в воинскую часть, расквартированную в Москве.
В 1932 году окончил бронетанковые курсы усовершенствования командного состава (КУКС), в 1937 году — Военную академию механизации и моторизации РККА. После окончания академии командовал учебным батальоном в ней.

### Участие в Великой Отечественной войне
Война застала его в должности командира учебного батальона академии. Вплоть до июля 1942 года готовил кадры.
В июле 1942 года был отправлен на фронт заместителем командира 111-й танковой бригады 25-го танкового корпуса 40-й армии Воронежского фронта. С 18 сентября 1942 года, стал командиром 111-й танковой бригады, приняв командование вместо погибшего командира бригады генерал-майора Фёдора Петровича Короля. В составе бригады принял участии в боях за город Воронеж, в том числе за Чижовский плацдарм.
К середине декабря 111-я танковая бригада в составе 25-го танкового корпуса перебазировалась на юг и вошла в состав 1-й гвардейской армии Юго-Западного фронта. В составе этой армии вела бои в Ростовской области, освобождала станицы Монастырщину, Мешковскую, вела бои за город Морозовск. 17 января 1943 года, после освобождения города Белая Калитва, бригада была отправлена в резерв на пополнение.
В мае 1943 года подполковник Хотимский назначен в штаб 29-го танкового корпуса Степного фронта. В составе штаба корпуса участвовал в битве на Курской дуге, боях на территории Харьковской и Днепропетровской областей.
29 сентября 1943 года полковник Хотимский был назначен командиром 25-й танковой бригады 29-го танкового корпуса Степного фронта, а затем 2-го Украинского фронта. Бригада, совершив переправу в районе города Верхнеднепровска, совместно с пехотными подразделениями прорвали оборону врага и 19 октября 1943 года освободили город и важный железнодорожный узел Пятихатки.
27 октября 1943 года назначен командиром 16-й механизированной бригады 7-го механизированного корпуса. Бригада участвовала в тяжёлых боях на подступах к городу Кировограду. 8 января 1944 года Кировоград был взят.
В Корсунь-Шевченковской операции танкисты Хотимского сражались на юго-западном участке внешнего фронта и участвовали в уничтожении фашистской группировки.
22 марта 1944 года бригада штурмом освободила город Первомайск Николаевской области и форсировала реку Южный Буг. За отличие при освобождении города Первомайска М. В. Хотимский был награждён орденом Суворова 2-й степени.
В августе 1944 года в ходе Ясско-Кишинёвской операции бригада прорвалась к городу Леово, где на реке Прут соединилась с частями 2-го Украинского фронта, завершив окружение Кишинёвской вражеской группировки. За умелое руководство комбриг был удостоен ордена Красного Знамени.
28 сентября 1944 года назначен командиром 50-й танковой бригады. 23 ноября 1944 года назначен командиром 37-й механизированной бригады 1-го механизированного корпуса 2-й гвардейской танковой армии. В составе этой бригады принимал участие в Висло-Одерской, Померанской и Берлинской операциях, в том числе в боях за город Черникау, на Зееловских высотах и в боях за город Берлин.
Указом Президиума Верховного Совета СССР от 6 апреля 1945 года за образцовое выполнение боевых заданий командования на фронте борьбы с немецко-фашистским захватчиками и проявленные при этом мужество и героизм полковнику Хотимскому Михаилу Васильевичу присвоено звание Героя Советского Союза.
В Западном Берлине был награждён американским военным орденом. По соглашению правительств стран антигитлеровской коалиции участвовал в передаче освобождённой части Берлина американским войскам.

### После окончания войны

Могила Хотимского на Кунцевском кладбище Москвы

После войны продолжал службу в армии. В 1952 году был уволен в запас. Жил и работал в Москве.
Умер в 1986 году. Похоронен на Кунцевском кладбище в Москве.

## Награды и звания
Указом Президиума Верховного Совета СССР от 6 апреля 1945 года за образцовое выполнение боевых заданий командования на фронте борьбы с немецко-фашистским захватчиками и проявленные при этом мужество и героизм полковнику Хотимскому Михаилу Васильевичу присвоено звание Героя Советского Союза с вручением орденом Ленина и медали «Золотая Звезда» (№ 5771).
- 4 февраля 1943 года награждён орденом Красной Звезды.
- 23 марта 1943 года награждён орденом Отечественной войны 1-й степени.
- 24 апреля 1944 года награждён орденом Суворова 2-й степени.
- 16 сентября 1944 года награждён орденом Красного Знамени.
- 3 ноября 1944 года награждён орденом Красного Знамени.
- 6 ноября 1945 года награждён орденом Ленина.
- 15 ноября 1950 года награждён орденом Красного Знамени.
- 6 апреля 1985 года награждён орденом Отечественной войны 1-й степени.
- Награждён американским орденом «Легион Почёта» офицерской степени, медалями.

## Память
- Почётный гражданин города Пружаны Брестской области (Белоруссия).
- На доме в муниципальном округе Лефортово города Москвы, где жил после войны Михаил Хотимский, установлена мемориальная доска.
- Его именем было названо судно Министерства речного флота — буксир-толкач Черниговского речного порта «Герой Хотимский».
- Имя Героя носит средняя школа в г. п. Шерешёво Пружанского района Брестской области[2]. Одна из школьных экспозиций посвящена М. В. Хотимскому.